# Gojō

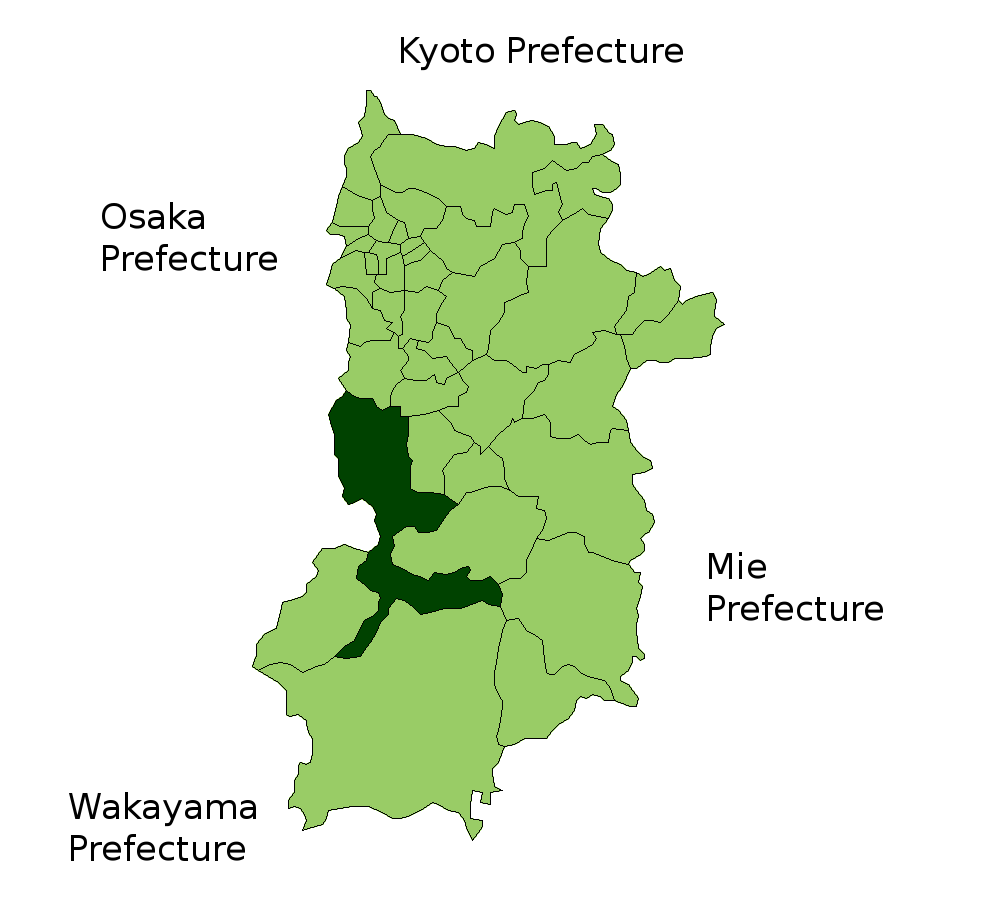

Gojō (五條市 Gojō-shi?) este un municipiu din Japonia, prefectura Nara.